# شیم جی هو
شیم جی هو (کره‌ای: 심지호؛ زادهٔ ۲ مه ۱۹۸۱) بازیگر اهل کره جنوبی است. او فعالیت هنری خود را به‌عنوان مدل آغاز کرد و سپس وارد عرصهٔ بازیگری شد. از جمله نقش‌آفرینی‌های او در مجموعه‌های تلویزیونی می‌توان به مدرسه ۲ (۱۹۹۹)، خانواده دوست‌داشتنی من (۲۰۰۴)، موضع ما در برخورد با جدایی (۲۰۰۵) و رنگ زنان (۲۰۱۱) اشاره کرد. شیم همچنین در فیلم صندلی سبز به کارگردانی پارک چول سو ایفای نقش کرده است؛ فیلمی اروتیک که نخستین بار در جشنواره فیلم ساندنس ۲۰۰۵ به نمایش درآمد.